# IDag
IDag  var en kvällstidning som publicerades 7 dagar i veckan med utgivningsperioden andra januari 1990 till slutet av 1995. Tidningen var en sammanslagning av kvällstidningarna Göteborgs-Tidningen och Kvällsposten. Tidningens fullständiga titel var GT / Kvällsposten / IDag till den 16 april 1995. Från annandag påsk, den 17 april 1995, gavs de båda editionerna ut under namnen "GT / IDag" respektive "Kvällsposten / IDag" men fortfarande som del av samma tidning och med samma ansvarige utgivare. Tidningen upphörde i och med årsskiftet 1995/96 då GT och Kvällsposten återuppstod som självständiga tidningar helägda av Stampen respektive Sydsvenskan.
Sydsvenskan hade under tiden de var delägare av Idag själva blivit uppköpta av det Bonnier-dominerade Tidnings AB Marieberg där den konkurrerande kvällstidningen Expressen var ett av dotterbolagen. I juni 1997 köpte Marieberg även GT av ägaren Stampen  och GT kom snart att bli en edition av Expressen.. I slutet av 1998 blev det klart att Kvällsposten flyttas inom Bonniersfären från Sydsvenskan till Expressen och efter det tillhör båda tidningarna som tre år tidigare utgjorde Idag istället Expressen.

## Redaktion
Redaktionsort för tidningen var hela tiden Göteborg, med en filialredaktion i Malmö. Politiskt betecknade sig tidningen som liberal.  Bengt Hansson var chefredaktör och ansvarig utgivare hela utgivningstiden. Roger Carlsson var biträdande chefredaktör till 13 december 1992.Tidningen hade flera periodiska bilagor, till exempel  Spelextra, Fredagsnöjet, Söndag, Sportextra med flera.

## Tryckning
Förlaget hette Tidningsbolaget GT / kvällsposten i Göteborg. Göteborgsposten Teknik var tryckare från 2 januari 1990 till 17 januari 1991. Sedan hette tryckeriet G-P teknik i Göteborg till tidningens upphörande. Sydsvenska dagbladet nämns parallellt i tidningen fr.o.m. 1991-01-18. Göteborgsupplagan trycktes i Göteborg, Malmöupplagan i Malmö. Från 15 april 1993 till tidningens upphörande anges även BLT-tryck i  Karlskrona, som tryckte en delupplaga av I dag malmöeditionen.
Satsyta för tidningen var tabloidformat, med 48-52 sidor, tryck i fyrfärg och moderna typsnitt. Upplagan var lite mindre än 200 000 ex vardagar och söndagsupplagan mellan 218 000 och 313 000. Pris  var 5-7 kr vardagar och 6-8 kr söndagar för lösnummer.